# Białężyce
Białężyce – wieś w Polsce położona w województwie wielkopolskim, w powiecie wrzesińskim, w gminie Września.
Przez miejscowość przebiega droga wojewódzka nr 432.
W latach 1975–1998 miejscowość administracyjnie należała do województwa poznańskiego.
W Białężycach znajduje się zabytkowy dwór. 
W 2016 otwarto w miejscowości fabrykę samochodów marki Volkswagen Crafter.
W Białężycach  funkcjonuje amatorski klub piłkarski LZS Białężyce, który swoje mecze rozgrywa na boisku w Chociczy Wielkiej.